# アーリチェ・スペリオーレ
アーリチェ・スペリオーレ（伊: Alice Superiore）は、イタリア共和国ピエモンテ州トリノ県に存在した、人口約700人の基礎自治体（コムーネ）。
2019年1月1日にルニャッコ、ペッコと合併してヴァル・ディ・キの一部となった。

## 地理

### 位置・広がり

#### 隣接コムーネ
コムーネとしてのアーリチェ・スペリオーレは、以下のコムーネと隣接していた。
- トラウゼッラ
- メウリアーノ
- レッソロ
- ルエーリオ
- ヴィーコ・カナヴェーゼ
- フィオラーノ・カナヴェーゼ
- イッシーリオ
- ルニャッコ
- ペッコ
- ヴィストローリオ